# Willem Mesotten
Willem Jozef Albert Mesotten (Tongeren, 7 september 1915 - 9 maart 2001) was een Belgisch senator.

## Levensloop
Mesotten werd in 1947 nationaal voorzitter van de Katholieke Arbeidersjeugd (KAJ).
In 1946 werd hij voor de CVP gemeenteraadslid van Wemmel en was er schepen van 1948 tot 1964.
In 1965 werd hij verkozen in de Senaat als rechtstreeks gekozen senator voor het arrondissement Hasselt. Hij vervulde dit mandaat tot in 1977. Van 1977 tot 1981 was hij provinciaal senator voor Limburg. In de periode december 1971-oktober 1980 zetelde hij als gevolg van het toen bestaande dubbelmandaat ook in de Cultuurraad voor de Nederlandse Cultuurgemeenschap, die op 7 december 1971 werd geïnstalleerd. Vanaf 21 oktober 1980 tot november 1981 was hij tevens korte tijd lid van de Vlaamse Raad, de opvolger van de Cultuurraad en de voorloper van het huidige Vlaams Parlement.